# Tylecodon
Tylecodon ist eine Pflanzengattung aus der
Familie der Dickblattgewächse (Crassulaceae). Der botanische Name ist ein Anagramm von Cotyledon, einer anderen Pflanzengattung, unter die Tylecodon-Arten früher eingeordnet waren.

## Beschreibung

### Vegetative Merkmale
Die Arten der Gattung Tylecodon sind ausdauernde, laubabwerfende krautige Pflanzen oder Sträucher, die gewöhnlich eine caudiforme Basis besitzen. Ihre Wuchsform variiert von zwergigen Geophyten bis hin zu dickstämmigen, gedrungenen Bäumen, die Wuchshöhen von bis zu 2,5 Metern erreichen können. Die meist kurzen, sukkulenten Triebe sind aufsteigend. Manchmal sind sie kletternd, spröde oder kräftig und selten holzig, manchmal aber auch mit ausdauernden, holzigen, stumpfen Höckern (Phyllopodien). Die Borke kann glatt oder rau sein und schält sich in Streifen oder Flocken ab. Die spiraligen, gewöhnlich an den Triebspitzen gedrängten Laubblätter sind flach oder stielrund, wobei sie dann oft auf der Oberseite gefurcht sind. Sie vertrocknen während des Frühsommers und fallen dann oft vollständig ab.
Die Wurzeln sind faserig oder sukkulent.

### Blütenstände und Blüten
Der Blütenstand ist eine endständige Thyrse, die aus ein bis mehreren Monochasien besteht, die je eine bis viele Blüten haben. Die Blüten sind 5-zählig, fast immer radiärsymmetrisch (aktinomorph) und obdiplostemon. Die viel kürzeren Kelchblätter sind mehr oder weniger an die röhrige bis trichterige Blütenkrone angepresst. Die Kronblätter sind zu drei Viertel oder mehr miteinander verwachsen. Ihre weißen, grünlichen, gelblichen oder malvenfarbenen (selten rötlichen) Zipfel sind ausgebreitet und später oft zurückgebogen.
Die Staubfäden der zehn Staubblätter sind mit dem unteren Teil der Kronröhre verwachsen. Die fünf Fruchtblätter sind frei. Der Griffel ist aufrecht und hat basale Nektarschüppchen.
Die Blüten der Arten Tylecodon grandiflorus und Tylecodon paniculatus werden durch Nektarvögel, alle anderen Arten durch Insekten, bestäubt.

### Früchte und Samen
Die aufrechten Früchte sind Kapseln, die nur an der Spitze aufreißen. Sie enthalten sehr kleine, ellipsoide und gerippte Samen, die durch den Wind verbreitet werden.

## Systematik und Verbreitung
Die Gattung Tylecodon ist in den Winterregengebieten von Namibia und Südafrika verbreiten. Die Hauptverbreitungsgebiete sind das Richtersveld und die Knersvlakte. Die sehr nah mit Cotyledon und Adromischus verwandte Gattung wurde 1978 von Hellmut Richard Tölken (* 1939) aufgestellt. Tylecodon cacalioides ist die Typflanze der Gattung. 
Nach Ernst Jacobus van Jaarsveld umfasst die Gattung Tylecodon die folgenden Arten:
- Tylecodon albiflorus Bruyns
- Tylecodon atropurpureus Bruyns
- Tylecodon aurusbergensis G.Will. & van Jaarsv.
- Tylecodon bayeri van Jaarsv.
- Tylecodon bleckiae G.Will.
- Tylecodon bodleyae van Jaarsv.
- Tylecodon bruynsii van Jaarsv. & S.A.Hammer[4]
- Tylecodon buchholzianus (Schuldt & Steph.) Toelken
  - Tylecodon buchholzianus var. buchholzianus
  - Tylecodon buchholzianus var. fasciculatus G.Will.
- Tylecodon cacalioides (L.f.) Toelken
- Tylecodon celatus van Jaarsv. & Tribble[5]
- Tylecodon cilliersii van Jaarsv.[6]
- Tylecodon cordiformis G.Will.
- Tylecodon decipiens Toelken
- Tylecodon ectypus F.Gren. & van Jaarsv.[7]
- Tylecodon ellaphieae van Jaarsv.
- Tylecodon faucium (Poelln.) Toelken
- Tylecodon ×fergusoniae (L.Bolus) G.D.Rowley, Hybride aus Tylecodon cacalioides und Tylecodon paniculatus
- Tylecodon florentii van Jaarsv.[8]
- Tylecodon fragilis (R.A.Dyer) Toelken
- Tylecodon grandiflorus (Burm.f.) Toelken
- Tylecodon hallii Toelken
- Tylecodon hirtifolius (W.F.Barker) Toelken
- Tylecodon kritzingeri van Jaarsv.
- Tylecodon leucothrix (C.A.Sm.) Toelken
- Tylecodon longipes van Jaarsv. & G.Will.
- Tylecodon nigricaulis G.Will. & van Jaarsv.
- Tylecodon nolteei Lavranos
- Tylecodon occultans (Toelken) Toelken
- Tylecodon opelii van Jaarsv. & S.A.Hammer[9]
- Tylecodon paniculatus (L.f.) Toelken
- Tylecodon pearsonii (Schönland) Toelken
- Tylecodon peculiaris van Jaarsv.
- Tylecodon petrophilus van Jaarsv. & A.E.van Wyk:
- Tylecodon pusillus Bruyns
- Tylecodon pygmaeus (W.F.Barker) Toelken
- Tylecodon racemosus (Harv.) Toelken
- Tylecodon reticulatus (L.f.) Toelken
  - Tylecodon reticulatus subsp. reticulatus
  - Tylecodon reticulatus subsp. phyllopodium Toelken
- Tylecodon rubrovenosus (Dinter) Toelken
- Tylecodon scandens van Jaarsv.
- Tylecodon schaeferianus (Dinter) Toelken
- Tylecodon similis (Toelken) Toelken
- Tylecodon singularis (R.A.Dyer) Toelken
- Tylecodon stenocaulis Bruyns
- Tylecodon striatus (Hutchison) Toelken
- Tylecodon suffultus Bruyns ex Toelken
- Tylecodon sulphureus (Toelken) Toelken
  - Tylecodon sulphureus var. sulphureus
  - Tylecodon sulphureus var. armianus van Jaarsv.
- Tylecodon tenuis (Toelken) Bruyns
- Tylecodon torulosus Toelken
- Tylecodon tribblei van Jaarsv.
- Tylecodon tuberosus Toelken
- Tylecodon ventricosus (Burm.f.) Toelken
- Tylecodon viridiflorus (Toelken) Toelken
- Tylecodon wallichii (Harv.) Toelken
  - Tylecodon wallichii subsp. wallichii
  - Tylecodon wallichii subsp. ecklonianus (Harv.) Toelken

## Nachweise